# Adrián López Álvarez
Adrián López Álvarez és un exfutbolista professional asturià que jugava com a davanter. Va nàixer el 8 de gener del 1988 a Teberga (Astúries). Actualment fa d'entrenador de futbol.

## Trajectòria esportiva
El 31 d'agost de 2012 fou titular en el partit que decidia la Supercopa d'Europa 2012, contra el Chelsea FC a Mònaco, i que l'Atlético de Madrid guanyà per 4 a 1.

### Porto
El 12 de juliol de 2014 Adrián va signar un contracte de cinc anys amb el club portuguès FC Porto, que va pagar 11 milions d'euros a l'Atlético de Madrid pel 60% dels seus drets econòmics.

### Selecció estatal
El juny de 2011 formà part de la selecció espanyola de futbol Sub-21 que va guanyar el Campionat d'Europa de futbol sub-21 de 2011, celebrat a Dinamarca.
El juliol del 2012 va ser convocat per la selecció espanyola de futbol per representar Espanya als Jocs Olímpics de Londres 2012, una competició en què el combinat espanyol va caure eliminat en la primera lligueta.

## Palmarès
Atlético de Madrid
- 1 Lliga Europa de la UEFA: 2011–12
- 1 Supercopa d'Europa: 2012[1]
- 1 Copa del Rei de futbol: 2013[7]

### Distincions individuals
| Distinció                                         | Any  |
| ------------------------------------------------- | ---- |
| Bota de Plata de la Copa Mundial de Futbol Sub-20 | 2007 |